# Marie-Claire Matip
Marie-Claire Matip, mit vollem Namen Marie-Claire-Eléonore-Débochère Matip (geboren 1938 in Éséka, Völkerbundmandat Französisch-Kamerun), ist eine kamerunische Autorin. Ihre autobiographische Novelle Ngonda gilt als eines der ersten Werke afrikanischer Frauen in französischer Sprache und war das erste literarische Werk einer Frau, das in Kamerun veröffentlicht wurde.

## Leben und Werk
Marie-Claire Matip wuchs in einem Dorf nahe Éséka auf. In ihrer Familie wurde Bassa gesprochen. Sie erhielt zunächst Hausunterricht, besuchte dann die örtliche Schule und wechselte mit 13 Jahren an das Collège moderne de jeunes filles in Douala. 1958 machte sie ihr Abitur am Lycée Leclerc in Yaoundé. Im Anschluss studierte sie an der Universität von Montpellier, von dort wechselte sie an die Sorbonne, wo sie Philosophie, Psychologie und Soziologie studierte. Sie schrieb ihre Doktorarbeit über Quelques aspects des rôles de la femme en Afrique (dt. Einige Aspekte der Frauenrollen in Afrika).
Ngonda, Matips Hauptwerk, ist eine kurze Novelle, die die Geschichte eines Kindes aus einem Dorf nahe Éséka erzählt. Das Buch enthält viele biographische Anteile, vermischt diese aber auch mit Aspekten der mündlichen Traditionen Afrikas und vermittelt gesellschaftliche Normen aus der Sicht eines Kindes. Das Buch wurde 1954 und 1955 für einen Schreibwettbewerb von Air France und Elle geschrieben, 1958 in dem damaligen staatlichen Verlag Bibliothèque du jeune Africain erstveröffentlicht und hatte erheblichen Einfluss auf die literarische Entwicklung in Kamerun und darüber hinaus. Es gilt als das einzige literarische Werk seiner Zeit, das die Sicht einer Frau aus dem dörflichen Afrika wiedergibt. Es gilt ebenfalls als eines der Werke, die die Vorteile einer Anpassung an europäische Erziehung und des europäischen Bildungssystems hervorheben.